# O Reino do Meio
O Reino do Meio é o título do terceiro romance de uma trilogia que aborda as ideologias do fascismo e do comunismo e os grandes acontecimentos que marcaram as sociedades portuguesa, chinesa, soviética e japonesa.

## Enredo
A guerra rebenta em Espanha e o Japão invade a China. Uma relação extraconjugal nos Açores, o atentado contra Salazar e as intrigas palacianas em Tóquio aproximam o coronel Artur Teixeira do cônsul Satake Fukui na mais imprevisível e perigosa das cidades – a Berlim de Adolf Hitler. 

Lian-hua, a chinesa dos olhos azuis, está prometida a um desconhecido quando vê os japoneses entrarem em Pequim e a sua vida se transforma num inferno. O mesmo espetáculo é observado pela russa Nadezhda Skuratova em Xangai, onde se apaixona por um português que a forçará a uma escolha impossível.
Amor, dor e ódio no Reino do Meio.
A Berlim do blackout, dos boatos e das anedotas, do Hotel Adlon, das suásticas que brilham à noite e das lojas vazias com vitrinas cheias; a Pequim das mei po casamenteiras, dos chi pao de seda, dos cules e dos riquexós; a Tóquio do Hotel Imperial, dos golpes no Kantei, do zen e dos códigos de honra giri e ôn; e a Xangai da Concessão Internacional, dos portugueses do Clube Lusitano, dos néones, do Bund, das taxi-girls russas e dos bordéis.